# Jackson Dinky
Jackson Dinky — электрогитара — суперстрат с двойным вырезом, изготовленная на Jackson Guitars. Название «Dinky» было дано модели за её слегка уменьшенный, чем обычный (7 / 8) размер корпуса. Эта модель обычно оснащается двумя хамбакерами, но некоторые также включают в себя и синглы или только один датчик около струнодержателя. Накладка изготавливается из чёрного дерева, палисандра или совсем недавно из горного клёна. Эта модель также имеет 24 широких лада и всегда гриф с соединением на шурупах. Большинство моделей имеют запирающую оригинальную или лицензионную тремоло — систему Floyd Rose, а также гайку для поддержания стабильной настройки гитары. Некоторые Dinky имеют фиксированный струнодержатель и струны сквозь корпус. Как правило, Jackson Dinky отдают предпочтение гитаристы, играющие в стилях хард-рока и хэви-метала.

## Модели
Dinky — наиболее распространённая модель Jackson Guitars на сегодняшний день с более чем 15 вариантами на текущем рынке. Основные модели Dinky приводятся внизу.

### Серия USA Select
В этой серии осталась только одна Dinky: DK1. Эта модель имеет корпус из ольхи и кленовый гриф на шурупах 24-ладовую накладку из чёрного дерева, оригинальную двойную запирающую тремоло — систему Floyd Rose, два активных хамбакера у грифа и струнодержателя. Оба хамбакера изготовлены на заводе фирмы EMG. Серийные модели изготавливаются в Custom Shop. Розничная цена составляет от 1800 до 2400 долларов США в зависимости от покраски гитары.

### Серия Pro
Pro серия имеет семь моделей Dinky, основной из которых является DK2. Корпус DK2 изготовлен из ольхи, а гриф на шурупах — из клёна. Материалом накладки с 24 ладами является палисандр. Модель имеет три датчика Seymour Duncan: два сингла и один хамбакер. Варианты включают в себя:
- DK2L: Версия DK2 для левшей
- DK2M: DK2 с кленовой накладкой и непокрашенной головкой грифа, а также двумя хамбакерами Seymour Duncan.
- DK2S: DK2 с хамбакером Sustainiac Driver около грифа.
- DK2T: DK2 с сквозным корпусом, регулируемым струнодержателем Tune-O-Matic и двумя хамбакерами Seymour Duncan.[3]
- DK2FF: DK2 с пылающими инкрустациями в виде «морского ушка» на грифе.
- DK2FS: DK2 с поддерживающим переключателем Firestorm для усилителя.
- DK3: Некоторые спецификации в качестве исключения имеют конфигурацию H/S/H. Гитара была представлена и зарегистрирована на сайте только в 2000 году.[4] В гитарном гиде Guitar Player Price цена данной модели составляла 949 долларов, что на 50 долларов больше, чем обычные DK2. Среди очень хороших моделей могут быть только Dinky с H/S/H конфигурацией и инкрустациями в виде акульих плавников.

### Именная серия Pro
Серия представлена тремя Dinky, каждая из которых имеет свою индивидуальную конструкцию, отличную от основных Dinky.
- Christian Olde Wolbers Dinky 6 выпускается в четырёх цветовых гаммах(Camo,Deep Crimson Red,Black,Silverburst). Гриф из красного дерева с накладкой из чёрного дерева не имеет инкрустаций. Это именная модель поставляется только с одним хамбакером EMG81.
- Christian Olde Wolbers Signature: Только эта профессиональная пользовательской модель Jackson имеет семь струн. В отличие от других, эта модель Dinky исключительно чёрная и соответствует всем спецификациям Christian Olde Wolbers Signature.
- Adrian Smith San Dimas Dinky: Новая модель Dinky в 2009 году теперь имеет подпись гитариста Iron Maiden Эдриана Смита.[5] Эта модель имеет головку грифа в стиле серии Jackson San — Dimas и две различные конструкции.[5] Одна конструкция имеет накладку из чёрного дерева и белого пластика.[5] Вторая конструкция имеет кленовую накладку из чёрного пластика.[5] Обе гитары имеют 1 хамбакер DiMarzio Super Distortion около струнодержателя и два сингла Hot Samarium Strat с двойной запирающей тремоло — системой Floyd Rose.[5]

### Серия MG
Серия MG имеет три Dinky. DKMG имеет ольховый корпус, яркий кленовый прозрачный фанерный топ и кленовый гриф на шурупах. Данная модель имеет 24-ладовую накладку из палисандра и перламутровые или жемчужные инкрустации в виде акульих зубов, два пассивных хамбакера EMG-HZ (более новые модели имеют два активных EMG, 81 и 85 соответственно), в отличие от активных EMG, которые присутствуют на модели DK1. DKMG имеет два варианта:
- DKMGT: DKMG с регулируемым фиксированным струнодержателем Tune-O-Matic и струнами сквозь корпус.
- DXMG: DKMG с корпусом из липы (начиная с 2006 года, так как в предыдущие годы использовалась ольха) и пассивными хамбакерами (EMG-HZ). Обозначение DX соответствует серии X, в которой модели имеют обратные головку грифа и сам гриф. Однако наличие других хамбакеров отличает данную модель от DX10D. Модели DXMG в настоящее время производятся в Японии и Индии. Они никогда не изготавливаются в других странах.

### Серия X
Серия X представлена только одной моделью Dinky: DKXT. DKXT имеет выгнутый корпус из липы (в предыдущих версиях использовалась ольха) с кленовым грифом на шурупах. Накладка сделана из палисандра и имеет 24 лада. Электроника представлена пассивными хамбакерами EMG. DKXT также имеет сквозной струнодержатель.

### Серия Performer
Серия Performer представлена относительно старыми моделями гитар, ещё до приобретения Jackson Guitars компанией Fender. Эта серия включает в себя Jackson RR7, семиструнную версию гитары Jackson RR, с более низкой по качеству мензурой. Данная серия также включает старые модели гитар Dinky, которые были сильно перегружены электроникой в прошлом. Данные модели включают в себя 3 хамбакера, обратную головку грифа, 24 лада и тремоло — систему Floyd Rose. Эти гитары — низкобюджетные модели, которые были изготовлены в Корее (ранее в Японии).

### Серия JS
Существует шесть моделей Dinky серии JS:
- JS1: имеет два хамбакера Jackson, опорный струнодержатель. Корпус изготовлен из индийского кедра, а гриф — из клёна.
- JS22R: имеет два хамбакера Jackson, составной закруглённый гриф с 24 ладами, опорный струнодержатель. Корпус сделан из гималайского кедра, а гриф с обратной головкой — из клёна.
- JS20: JS20 имеет те же основные характеристики, что и JS1, но с немного другой конфигурацией датчиков. JS20 имеет два сингла и один хамбакер.
- JS23: JS23 имеет составной округлый 24 — ладовый гриф, опорный струнодержатель JS23, два сингла и один хамбакер.[6]
- JS30DK: JS30DK имеет такие же характеристики, как и JS1, но с расположением датчиков как у JS20. Данная модель также имеет 22 лада, а не стандартные 24 и двойную запирающую тремоло — систему Floyd Rose. Данная модель снята с производства.
- JS30DKT Hardtail: JS30DKT Hardtail — это JS1 с альтернативным расположением датчиков и регулируемым сквозным струнодержателем. Конфигурация датчиков состоит из двух хамбакеров, как и традиционные модели Jackson.